# Claudia Winkleman
Claudia Anne Irena Winkleman, född 15 januari 1972, är en engelsk TV- och radiojournalist.

## Från resejournalist till livsstilsjournalist
Winkleman började sin journalistiska bana som reseskildrare, med kolumner om sina resor runt om i världen, i The Sunday Times, The Independent och Metro. Allt eftersom hennes karriär utvecklade sig reste hon mindre och började att skriva mer generellt, till exempel om livsstilsjournalstik. Hennes material publicerades bland annat i Cosmopolitan och Tatler.

## TV-karriär
Winklemans TV-karriär började 1991 då hon medverkade i ett regionalt diskussionsprogram. År 1992 medverkade hon i BBC-serien Holiday, vilket hon fortsatte med till mitten av 1990-talet. Det kulminerade med en speciell dokumentär där hon reste runt världen i 34 dagar och rapporterade från Japan, Indien, Costa Rica och Dubai. Under den här tiden var hon också reporter i andra TV-shower, särskilt This Morning där hon intervjuade kända personer (bland andra Michelle Pfeiffer, Tony Blair, Alan Sugar och Harrison Ford). Under 1990-talet presenterade hon en rad program på mindre TV-kanaler. År 2002–2004 var hon värd för underhållningsprogrammet Liquid News på BBC Three, först tillsammans med Colin Paterson, senare med Paddy O'Connell.

### It Takes Two
Claudia Winkleman har medverkat i Strictly Come Dancing: It Takes Two, vilket började sändas 2004.

## Radio
År 2008 höll hon i ett humoristiskt radioprogram om veckans kändissnack, kallat Hot Gossip. Hon har också arbetat med en show på BBC Radio 2 kallad Claudia Winkleman's Arts Show där bland annat personer från konstens värld intervjuats.

## Välgörenhet
Claudia Winkleman har engagerat sig för AIDS-situationen i Uganda, fattigdomen i Darfur, The National Missing Person's Campaign, och den brittiska biståndsorganisationen Refugees julkampanj för att stoppa våld i hemmet. Hon har också varit värd för ett flertal välgörenhetsceremonier, såsom The Purple Heart Awards, The HSBC Awards och The Campaign Digital Awards.